# Héloret
 (février 2019).
Si vous disposez d'ouvrages ou d'articles de référence ou si vous connaissez des sites web de qualité traitant du thème abordé ici, merci de compléter l'article en donnant les références utiles à sa vérifiabilité et en les liant à la section « Notes et références ».
Héloret, de son vrai nom Stéphane Robin est un dessinateur et coloriste de bande dessinée français, né le 13 mars 1965 à Quimper en Bretagne.

## Biographie
Vivant actuellement à Saint-Yvi, Héloret a grandi à Port-La-Forêt. Son grand-père était pêcheur sur un misainier.